# БК Хекен
БК Хекен (на шведски: Bollklubben Häcken, Болклубен Хекен) е шведски футболен отбор от град Гьотеборг. Състезава се в най-високото ниво на шведския футбол групата Алсвенскан.

## История
Футболен клуб Хакен е основан през 1940 г.

## Успехи

### Национални
- Алсвенскан: (1 ниво)
  -  Сребърен медал (1): 2012
- Суперетан: (2 ниво)
  -  Шампион (1):: 2004
- Първа дивизия Сьодра: (3 ниво)
  -  Шампион (2):: 1990, 1999
- Първа дивизия Вястра: (3 ниво)
  -  Шампион (3):: 1992
- Купа на Швеция:
  -  Носител (4): 2015/16, 2018/19, 2022/23, 2024/25
  -  Финалист (1): 1989/90

## Известни играчи
- Теди Лучич
- Ким Шелстрьом